# جام حذفی فوتبال ایتالیا ۰۱–۲۰۰۰
جام حذفی فوتبال ایتالیا ۰۱–۲۰۰۰ پنجاه و چهارمین فصل از رقابت‌های کوپا ایتالیا بود. در پایان این دوره باشگاه فوتبال فیورنتینا با شکست باشگاه فوتبال پارما برای ششمین بار قهرمان کوپا ایتالیا شد. 
این دومین قهرمانی فیورنتینا در سال‌های اخیر بود که در کوپا ایتالیا ۹۶–۱۹۹۵ نیز قهرمان این مسابقات شده بود. فیورنتینا در فینال دو بازی رفت و برگشت باشگاه فوتبال پارما را در مجموع با نتیجه ۲–۱ شکست داد.